# Fünf-Brüder-Stolln
Der Fünf-Brüder-Stolln war eine bergmännische Anlage im Bergrevier Johanngeorgenstadt, Erzgebirgskreis, Sachsen.
Der Stolln befand sich im heutigen Ortsteil Jugel der Bergstadt Johanngeorgenstadt und wurde 1813 von Carl Heinrich Möckel gemutet. Der Fünf-Brüder-Stolln wurde auf dem Fünf-Brüder-Gang unweit der böhmischen Grenze am Pechöfener Bach getrieben. Bereits nach wenigen Jahren wurde der Abbau wieder eingestellt. Heute erinnern nur noch einige Halden an die frühere Fundgrube.